# Guerra Gautxa
Amb el nom de Guerra gautxa es coneix la lluita de milícies i guerrilles portades endavant en el Nord-oest argentí contra els exèrcits reialistes durant la Guerra de la Independència Argentina (1810- 1824), particularment a la Província de Salta durant el període comprès entre el 1814 i 1825. En aquesta època, la província de Salta formalment incloïa també a l'actual Jujuy i Tarija, de forma que la Guerra Gautxa es va lliurar també en aquests territoris, i fins i tot en territoris que després serien de la Governació dels Andes. Aquestes milícies d'«Infernals» estaven constituïdes majoritàriament per gautxos de la regió comandats pel general Martín Miguel de Güemes, encara que van continuar després de la seva mort, que va succeir al 1821.
Va ser una llarga sèrie d'enfrontaments gairebé diaris; Majoritàriament, normalment uns quants tirs curts seguits de retirades. En aquestes condicions, unes forces poc disciplinades i mal equipades, però recolzades per la població, podien fer molt de mal a un exèrcit regular d'invasió.
La gesta militar quedaria registrada a la història per l'escriptor Leopoldo Lugones en el llibre anomenat La guerra Gautxa. Per la regió en què es van desenvolupar i les seves característiques irregulars, la Guerra Gautxa està emparentada amb la Guerra de republiquetes, desenvolupada a l'Alt Perú (avui Altiplà de Bolívia).

## Antecedents
La Primera expedició auxiliadora de l'Alt Perú va acabar amb la derrota de les armes revolucionàries en la batalla d'Huaqui, el 20 de juny del 1811, amb molts corol·laris dificultosos tant en la política de Buenos Aires com en la guerra que es lliurava contra els reialistes.
Les noves autoritats van designar al general Manuel Belgrano com a nou cap de l'Exèrcit del Nord, que va començar la Segona expedició auxiliadora a l'Alt Perú i va ordenar el replegament de les tropes i de tota la població des Jujuy fins a Tucumán en l'anomenat Èxode Jujeny.
Amb aquesta finalitat, va encomanar al seu segon, el major general Eustoqui Díaz Vélez fer-se càrrec de la rereguarda de l'èxode. Per complir amb aquest objectiu Díaz Vélez va crear un regiment de granaders de cavalleria, format majoritàriament per gautxos jujenys voluntaris però també punenys i tarijenys. El va anomenar "Els Patriotes Decidits". Molts d'aquests gautxos van col·laborar proveint al regiment de Díaz Vélez de cavalls, armes i estris.
Les forces espanyoles, a les ordres del brigadier general Pío Tristán assetjaven permanentment a les columnes posteriors de l'èxode. Si bé primerament els patriotes van ser superats a la batalla de Cobos, el 26 d'agost del 1812, ràpidament les tropes de Díaz Vélez i els seus gautxos van vèncer als reialistes a la batalla de Las Piedras, el 3 de setembre del 1812.

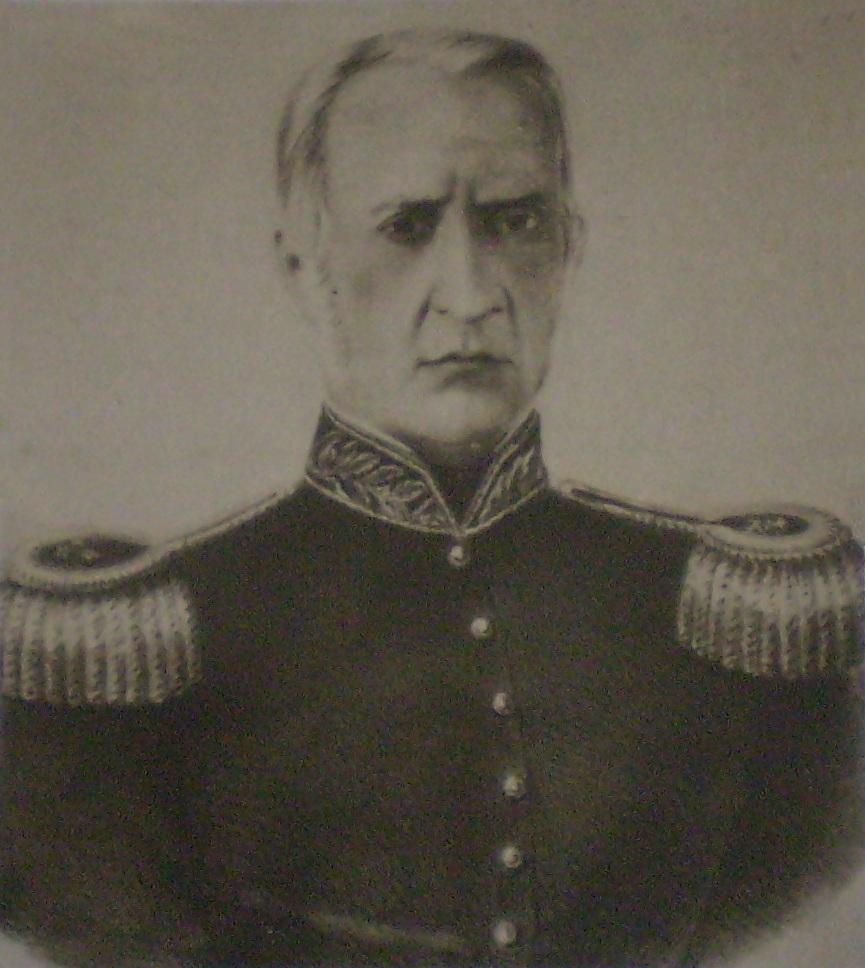
Eustoqui Díaz Vélez.

L'èxit aconseguit va ser una de les causes que va motivar a Belgrano a fer-se fort a Tucumán, en franca desobediència al Superior Govern, i presentar baralla. La batalla de Tucumán, lliurada el 24 de setembre del 1812, va ser el major triomf de les armes dels revolucionaris riuplatenses, d'inesperades conseqüències, que va obrir novament el camí per avançar sobre l'alt Perú.

## S'inicia la guerra gautxa
En conèixer-se a Buenos Aires la derrota patriota a conseqüència de la batalla d'Ayohúma, ocorreguda el 14 de novembre del 1813, Martín Miguel de Güemes -qui havia estat enviat a la ciutat cabdal per problemes amb el general Belgrano- va ser ascendit a tinent coronel i designat com a cap de les forces de cavalleria de l'Exèrcit del Nord, comandat des del 30 de gener del 1814 per José de San Martín, que havia succeït a Manuel Belgrano.
San Martín va deixar una avançada del seu exèrcit als voltants de Salta, però el coronel Manuel Dorrego el va convèncer d'establir a la frontera un petit contingent de paisans, amb el que n'hi hauria prou a impedir ulteriors avenços de l'exèrcit reialista fins que l'Exèrcit fos reorganitzat. San Martín va nomenar cap de la seva avantguarda al mateix Dorrego, però pocs dies més tard el va expulsar del seu exèrcit per problemes de disciplina, reemplaçant-ho per Güemes. Simultàniament va nomenar cap d'una altra avançada, subordinada a Güemes, al coronel Apolinario Saravia, que havia d'establir-se a Guachipas i controlar la Vall de Lerma, en el qual es troba la ciutat de Salta.
Per la seva banda, Güemes es va establir sobre el Riu Pasaje, des d'on havia de controlar la meitat Est de la jurisdicció de la ciutat de Salta. Des d'allà va establir contactes amb alguns hisendats de la zona, com José Ignacio Gorriti i Pablo Latorre, que el van ajudar a reunir milícies.
Considerant que estaven en territori enemic, els reialistes van saquejar les masies dels voltants de la ciutat, per aprovisionar-se. En resposta, dos grups de voluntaris a cavall, dirigits pels hisendats Luis Burela i Pedro José de Zavala, es van rebel·lar, van treure armes als propis reialistes i van començar la resistència armada als invasors. Al principi, aquests dos grups es van posar en contacte amb Saravia, però més tard van reconèixer com a líder a Güemes. 
En una carta del 23 de març del 1814 a Gervasio Posadas, Director Suprem de les Províncies Unides del Riu de la Plata, el general San Martín advertia:
| « | Els gautxos de Salta sols, estan fent a l'enemic una guerra de recursos tan terrible que l'han obligat a desprendre una divisió amb l'únic objectiu d'extreure mules i bestiar. | » |

La paraula gautxo, típica de la regió del litoral, no havia estat utilitzada fins llavors en el nord de les Províncies Unides. El mateix Posadas va considerar el seu ús tan extemporani que en la seva resposta a San Martín, li va encarregar felicitar els "bizarros patriotes camperols". 
Temps més tard, els generals reialistes van intentar degradar als seus enemics de les milícies irregulars saltenyes amb el malnom degautxos, amb el curiós resultat que aquests van acabar per assigna'ls orgullosament a si mateixos. 
A mitjans de l'any 1814, i als gautxos de Güemes controlaven la major part de la zona rural de Salta, el que va obligar a l'exèrcit reialista a replegar-se cap al nord, abandonant la província i instal·lant-se en Tupiza.  Per raons de salut, San Martín va renunciar quatre mesos després, sent reemplaçat pel coronel José Rondeau.

## Tercera campanya a l'Alt Perú i govern de Güemes
En conèixer-se l'èxit aconseguit pel general Carlos María d'Alvear amb la caiguda de Montevideo, l'exèrcit reialista de Joaquín de la Pezuela va abandonar Salta, Jujuy i Tarija i va traslladar el seu quarter general a Santiago de Cotagaita, destacant una divisió al comandament de Juan Ramírez Orozco per sufocar la rebel·lió del Cusco, dirigida pels Germans Angulo. Aprofitant la inactivitat de l'avantguarda reialista, l'avantguarda de Rondeau -al comandament de Güemes- va avançar fins Humahuaca i es va establir un batalló a Yavi al desembre del 1814. Pezuela va reaccionar enviant al gener del 1815 al coronel Pedro Antonio Olañeta amb els batallons de Caçadors i Partidaris, un esquadró i dues peces d'artilleria a la recerca de Güemes; Però aquest va evacuar Yavi en direcció a Humahuaca el 25 de gener. Al mateix temps, dos esquadrons reialistes van reocupar Tarija. Un intent de revolta de les tropes acantonades a Jujuy i Humahuaca, formades per soldats rendits a Montevideo, va ser avortat abans que esclatés. 
En uns moments en què les tropes es preparaven per iniciar la tercera campanya a l'Alt Perú, el general Carlos María d'Alvear va ser designat per a substituir a Rondeau. Els oficials de l'Exèrcit del Nord es van revoltar; Li van comunicar a Rondeau que només acatarien les seves ordres però no les d'Alvear, i el van instar a iniciar la campanya. Rondeau no va castigar aquesta revolta, demostrant que estava darrere de la mateixa, i va ordenar el començament de l'operació, que va començar al gener del 1815.
Rondeau va substituir com a cap d'avantguarda al coronel Güemes per Martín Rodríguez. Per la seva banda, Güemes va acompanyar l'avanç de l'Exèrcit com a cap dels "gautxos" -és a dir, les milícies rurals de la província- evitant perdre el comandament de les seves tropes i guanyar en autonomia davant del comandant.
Quan l'avantguarda reialista va saber que Rondeau el 3 de febrer retrocedia des Huacalera cap a San Salvador de Jujuy, el comandant Antonio Vigil va avançar des Yavi, i el 19 de febrer va derrotar en la batalla del Tejar (o Tejada) -a la Puna - a l'avantguarda patriota, que s'havia avançat per fer un reconeixement amb 50 dracs. A l'abril següent, sota el comandament de Rondeau, Güemes va tenir un paper destacat a la victòria de Setge del Marquès. Però, indignat pel menyspreu que mostrava aquell per les seves forces i per la indisciplina de l'exèrcit, es va retirar del front cap a Jujuy. Donava per descomptat la derrota de l'Exèrcit del Nord en aquestes condicions i, en aquest cas, necessitaria als seus homes. En passar per Jujuy, es va apoderar de l'armament de reserva de l'exèrcit; en assabentar-se, Rondeau el va declarar traïdor i desertor.
Quan Güemes va arribar a Salta, el poble va sortir al carrer i va desconèixer al governador designat pel Directori, el coronel Hilarión de la Quintana, que es va trobava incorporat a l'exèrcit de Rondeau a l'Alt Perú i per això el Cabildo de Salta estava a càrrec del govern. El 6 de maig del 1815 el Cabildo de Salta es va reunir per tractar sobre les comunicacions enviades pel Cabildo de Buenos Aires informant que s'havia fet càrrec del govern nacional després d'haver estat enderrocat el director suprem Alvear. Aquell dia es va conformar una assemblea de notables a Salta que va triar com a governador de la Intendència de Salta al coronel Martín Miguel de Güemes, càrrec que va assumir immediatament. Era la primera vegada que les autoritats de Salta eren triades per la mateixa província des del 1810, ja que fins a aquell moment, tot s'havia reduït a canviar les autoritats d'Espanya per les de Buenos Aires. El Cabildo de Jujuy es va negar a reconèixer-ho per no haver pogut intervenir, però Güemes va negociar amb cura i va aconseguir fer-lo canviar d'idea i al setembre el va triar també el poble de Jujuy. 
El nou Director Suprem, l'autoritat del qual per imposar governadors havia estat desconeguda, era el general Rondeau. Aquest va rebutjar irat la designació de Güemes tot i que, de moment, poc podia fer en contra seu.

## Derrota de l'Exèrcit del Nord i desplaçament de Rondeau
Poc després de l'arribada de Güemes al poder, i al saber de la reacció negativa de Rondeau, va arribar a Tucumán -des Buenos Aires- una força que anava en suport de l'Exèrcit, al comandament de Domingo French i de Juan Baptista Bustos. Però, pel que sembla, aquests tenien instruccions d'enderrocar a Güemes en passar per Salta. Aquest va negar el pas fins que el van reconèixer com a governador i van assegurar que no l'atacarien. Després de diverses setmanes de negociacions, Güemes els va permetre continuar; Però ja era tard: En arribar a Humahuaca, es van assabentar de la derrota de Sipe Sipe (el 28 de novembre del 1815).
En la seva fugida de l'Alt Perú, l'Exèrcit del Nord només va poder refer les seves files en el límit nord de l'actual Argentina. Des d'allà, Rondeau es va proposar venjar l'afront de Güemes.
Al gener del 1816, Rondeau -enfurismat amb Güemes per la revolució a Salta i per haver-li impedit fer arribar reforços- va començar una campanya militar contra les forces de Güemes amb 2.000 homes.  En aquells dies, després de sis anys de campanyes, l'Exèrcit del Nord tot just era militarment operatiu. No quedava res de l'ànim revolucionari i disciplina que havia posseït en els seus millors moments.  Primerament es va assegurar el suport del Cabildo de Jujuy, i després va avançar fins a la ciutat de Salta, que va ocupar sense lluita. Güemes la va evacuar i va deixar l'Exèrcit aïllat i sense aliments a l'interior de la ciutat. Després d'una mica més d'una setmana d'una guerra civil, les forces de Rondeau es van veure envoltades per les guerrilles gautxes; Es va veure obligat a capitular, signant amb Güemes el Tractat dels Cerrillos, en què el reconeixien com a governador i li encarregaven la defensa de la frontera.
L'exèrcit reialista vencedor a Sipe Sipe va iniciar operacions sobre el nord argentí. Olañeta va ser destacat cap a Tarija amb els batallons partidaris i caçadors i un esquadró de caçadors a cavall, entrant en aquesta vila el 5 d 'abril del 1816. A mitjans de juny, l'avantguarda reialista va avançar des Yavi sobre Casabindo, per tal de desallotjar el Marquès de Yavi, que havia reunit forces al lloc. Davant l'avanç reialista, el marquès es va retirar amb dispersió de part de les seves tropes; L'avantguarda reialista va tornar a Yavi. Al setembre es va produir, a més, un avanç reialista sobre Humahuaca.
El 7 d'agost del 1816, a Trancas, Rondeau va ser desplaçat del seu càrrec i en el seu lloc va assumir, novament, Manuel Belgrano; Martín Miguel de Güemes va quedar com a comandant de la frontera nord. Poc després, Juan Martín de Pueyrredón va reemplaçar a Rondeau al Directori, però no hi hauria més expedicions a l'Alt Perú.
Belgrano va traslladar a l'Exèrcit fins a la "Ciutadella" construïda per San Martín a la ciutat de San Miguel de Tucuman. En aquell lloc va intentar la reconstrucció moral i material a la recerca d'una nova acció sobre l'Alt Perú, combinada amb les accions que planejava San Martín sobre Xile i el Virregnat del Perú. La conducció de la defensa militar de la frontera nord va quedar a càrrec del general Güemes amb els seus comandants gautxos. Aquests constituïen una comunitat multiètnica, amb orígens ancestrals indígenes sud-americans, espanyols, afroamericans i lusitans, que es caracteritzava pel seguiment del lideratge del seu cap i cabdill, demostrant disciplina militar i destreses particulars per al combat a cavall i en la lluita oberta, encara en mitjans adversos. Des de llavors les milícies gautxes al comandament del governador salteny van passar a exercir-se com un exèrcit en operacions contínues.

## Martín Güemes i les milícies gautxes del nord
Si bé l'estructura militar de l'època no preveia un Estat Major, a la pràctica Güemes comptava amb quadres superiors organitzats, entre els quals es trobaven el Marquès de Yavi, Juan José Feliciano Fernández Campero; El coronel Francisco Pérez d'Uriondo, responsable militar de Tarija; Coronel Manuel Arias, a càrrec de Orà; I el coronel José María Pérez d'Urdininea, provinent de les files de l'Exèrcit del Nord, a Humahuaca. A la vall de Jujuy van estar els coronels Domingo Arenas, a Perico i el tinent coronel Eustaqui Medina, a càrrec del riu Negre. Altres caps tenien més mobilitat, com Gorriti, Latorre i Juan Antonio Rojas. El front de combat al seu càrrec tenia una extensió de més de set-cents quilòmetres, des del Volcà fins més enllà d'Orà, i es va conèixer com a Línia del Passatge.
Els grups de combat gautxos es van anar organitzant en partides d'aproximadament vint homes al comandament d'un oficial i, cada quatre grups, un oficial de superior elegit entre els més experts, que era el responsable d'administrar les armes d'acord amb la seva capacitat de maneig. Els Gautxos de Güemes van respondre a set de les deu invasions que es van pretendre realitzar per la frontera de l'Alt Perú.
Tota la població participava en la lluita: Com guerrers els homes, com espies o missatgers les dones, els nens i la gent gran. Les emboscades es repetien en les avançades de les forces d'atac, però més encara en la rereguarda i en les vies d'aprovisionament. Quan els reialistes s'acostaven a un poble o una hisenda, els habitants fugien amb tots els queviures, el bestiar, qualsevol cosa que pogués ser útil a l'enemic. Per descomptat que aquesta classe de lluita va arruïnar l'economia saltenya, però ningú es queixava, almenys en les classes populars. Per cert, mai va tenir cap suport del govern del Directori; I l'ajuda que li va prestar l'Exèrcit del Nord va ser molt limitada.
Güemes havia sol·licitat a Buenos Aires que s'instal·lés un exèrcit amb l'objectiu de frenar els avanços reialistes, però el Director Suprem de les Províncies Unides, Ignacio Álvarez Thomas, el va considerar innecessari. Per això Güemes va crear el seu propi exèrcit en el seu caràcter de governador intendent de Salta, comunicant-ho en ofici del 12 de setembre del 1815 elevat al director suprem de l'Estat:
| « | No dubtant del beneplàcit de vostar excel·lència he organitzat una divisió de cavalleria composta de dos esquadrons de dos companyies, cadascuna de cent places; I he disposat se'ls instrueixi en tot el necessari a l'exercici del servei d'infanteria, perquè puguin ser ocupats així a peu com a cavall, amb la denominació de Divisió Infernal de Gautxos de Línia. A la data es troba amb la força que manifesta l'Estat que adjunt a vostar excel·lència armada per ara amb fusell i baioneta. La seva disciplina és ja regular en una i altra arma, tant que la considero suficient per a l'exercici del servei en campanya i en guarnició. | » |

Els soldats de Güemes es van enrolar en el seu exèrcit, però el governador va assegurar la seva lleialtat amb certes mesures a favor seu: D'una banda, adquirien el fur militar permanent, evitant davant de qualsevol conflicte ser sotmesos a la justícia ordinària, que generalment era poc considerada amb els pobres. D'altra banda, en la seva major part eren petits arrendataris de terreny, en els quals havien construït els seus ranxos i tenien els seus xacres i petits grups de vaques, lanares i cavalls; Güemes els va declarar lliurats del pagament d'arrendament mentre durés la Guerra d'independència.
Tot i els pronòstics dels caps reialistes, els infernals, van ser d'una gran efectivitat militar i van contenir efectivament els avanços reialistes. El govern central porteny es va negar a la seva creació, expressant que: "No hi ha motiu que justifiqui la creació d'un Cos de Línia en aquesta Província on no cal".

## Invasions reialistes comandades per De la Serna
L'exèrcit reialista estava en aquells dies sota el comandament del general De la Serna, que es desplaçava amb el seu exèrcit des de Tupiza cap al sud, marxa iniciada a principis del 1816. Aquest exèrcit estava format per més de set mil homes, organitzats en catorze cossos de línia veterans, repartits segons les seves armes en set cossos d'infanteria i set de cavalleria:
- Hússars del Rei
- Dracs de la Unió de Ferran VII
- Dos Batallons de Imperials d'Alejandro
- El Batalló de Granaders de la Guàrdia
- El Destacament de Caçadors a Cavall

A aquests se'ls hi sumava el suport dels regiments d'Extremadura, Girona i Cantàbria, que eren els més nombrosos. Comptava, a més, amb més de mil cavalls frescos, només utilitzables en combat, més altres mil mules de muntanya i el suport d'una força d'artilleria de muntanya de quatre peces, que es completava amb una altra formació de setze canons. Va ser la més gran de les set ofensives que li va tocar enfrontar a Güemes, suficient com per reconquistar el Riu de la Plata, encara que xifres oficials rebaixen les forces de l'Exèrcit Reial de l'Alt Perú a 5.470 peruans i espanyols (veterans de la guerra contra Napoleó).
De la Serna va partir de Lima sota el comandament de milers de veterans de guerra, assegurant que amb ells recuperaria Buenos Aires per a Espanya. Després que els seus homes derrotessin i matessin als líders de les republiquetes, i als coronels Manuel Ascensio Padilla i Ignacio Warnes, el gruix de l'exèrcit reialista va ocupar Tarija, Jujuy i Salta i els pobles de Cerrillos i Rosario de Lerma. Però Güemes els va deixar incomunicats, amb les seves bases ocupant Humahuaca; Va vèncer a un dels seus regiments a San Pedrito, i va deixar sense queviures la capital de la província. De la Serna es va veure obligat a retirar-se, fustigat contínuament per les partides gautxes.
Mesos després, el coronel major Fernández Campero, Marquès de la Vall del Tojo (conegut popularment com a Marquès de Yavi), va avançar sobre Yavi amb 600 infants i un esquadró de gautxos, els Dracs Infernals, conduïts pel coronel Bonifacio Ruiz dels Plans. Davant el seu avanç, els reialistes que ocupaven Yavi (el segon regiment, un batalló de partidaris i una brigada d'artilleria) van abandonar les seves posicions replegant-se a Moraya, suposant que era el general Belgrano qui avançava amb tot el seu exèrcit. Després d'informar-se amb més detall, el general Pedro Antonio d'Olañeta -enemic acèrrim de Güemes- va tornar a l'atac: el 15 de novembre del 1816 va sorprendre i va derrotar en la batalla de Yavi al Marquès de Yavi, que va caure presoner amb tres-cents dels seus homes. Fernández Campero estava al comandament del flanc oriental de la Puna de les forces del general Güemes.
El 17 de novembre, De la Serna va traslladar la seva caserna general a Tupiza, movent cap allà part de l'exèrcit. La ciutat de Jujuy va ser ocupada el 6 de gener del 1817. L'exèrcit reialista invasor estava format per 2.780 infants, 700 genets i 130 artillers, mentre que les guerrilles de Güemes havien mobilitzat entre 4.500 i 5.000 gautxos, i més enrere, a Tucumán, Belgrano reorganitzava l'Exèrcit del Nord de 3.027 homes, estant 2.595 llestos per al combat.
L'11 de juliol del 1817, el comandant Mariano Ricafort va reocupar Tarija, cometent una sèrie d'actes de venjança contra la població, i manant incendiar el Cabildo i l'Arxiu Capitular. Pérez de Uriondo es va traslladar a Padcaya per a continuar la resistència.
L'agost del 1817, el coronel Olañeta va iniciar una nova invasió, amb una força de mil homes. El 15 d'agost va tenir lloc el segon combat d'Humahuaca. La població que va ser evacuada pel coronel Arias. El 12 de setembre del 1817 es va produir el Combat de Huacalera, on Arias va aconseguir prendre diversos presoners reialistes. El 3 de gener del 1818 els reialistes es van retirar fins a Yavi i després van tornar a l'Alt Perú.
Poc després, Olañeta i el coronel José María Valdez van iniciar una nova invasió a Yavi amb 2.400 homes. El 14 de gener del 1818 van ocupar Jujuy, però la van evacuar el 16 de gener retirant-se a Yavi. El 14 d'octubre del 1818 es va produir a Tarija un atac de les forces revolucionàries, formades per 500 homes de cavalleria i 700 d'infanteria, amb un canó. L'atac va ser rebutjat pel comandant reialista Lavín, produint un centenar de morts entre els atacants.
A principis del 1818, De la Serna va renunciar i es va dirigir a Cochabamba, deixant el comandament al coronel José Canterac. En aquells moments les forces independentistes estaven formades per uns 7.700 homes (900 de cavalleria) i els reialistes tenien uns 9.000 homes, 1.300 genets inclosos.  Després de pacificar Tarija i Cinti, aquest va iniciar una nova invasió amb tres columnes, al comandament d'Olañeta (que va entrar per Humahuaca), Vigil (que va entrar per Orán) i Valdez (que va entrar pel Despoblado). El 26 de març van ocupar San Salvador de Jujuy, encara que només tres hores més tard la van evacuar, retirant-se a Yala davant el risc de quedar aïllats. Posteriorment van tornar a Tupiza.
El patró reialista de les Valls Calchaquíes, Manuel Fernando d'Aramburú, va equipar a la seva costa un esquadró de criolls que va denominar Esquadró de Cavalleria de San Carlos. Aquest esquadró es va unir a les forces de Pezuela, continuant a l'exèrcit reialista fins a rendir-se a la batalla d'Ayacucho.

## Fi de l'Exèrcit del Nord
A finals del 1817, el Regiment Número 2 de infanteria, amb 400 homes, va ser enviat a Córdoba, al comandament de Joan Baptista Bustos, per aplacar la insurrecció de Juan Pablo Bulnes, situant-se en la Vila de Ranxos. El 8 de novembre del 1818, aquestes tropes van ser atacades i assetjades a Fraile Muerto pel governador i cabdill federal santafesí Estanislao López.
A finals del 1818, el tinent coronel Gregorio Aráoz de Lamadrid va partir des de Tucumán per reforçar a les forces de Bustos amb dos esquadrons d'hússars i un de dracs, aquest últim a les ordres del comandant José María Paz. La defensa del nord-oest va continuar a càrrec de les forces gautxes del general Güemes, ara de forma exclusiva.
L'Exèrcit va rebre l'ordre de marxar cap a Buenos Aires i va partir des del seu campament de Pilar (Còrdova) el 12 de desembre del 1819. El 8 de gener del 1820, a la posta d'Arequito (província de Santa Fe), més de la meitat de les tropes de l'Exèrcit del Nord van rebutjar al seu nou cap, el general Francisco Fernández de la Cruz, i es van negar a dirigir-se a Santa Fe per combatre a les tropes federals, que responien a José Gervasio Artigas i es trobaven al comandament directe d'Estanislao López. Aquest fet, conegut com a Motí d'Arequito, va significar la desintegració de l'Exèrcit del Nord i va deixar la defensa del nord argentí definitivament en mans de Güemes.

## Invasió de Ramírez Orozco
Al febrer del 1820, el brigadier general Canterac va ser substituït pel general Juan Ramírez Orozco com a comandant de les forces espanyoles a l'Alt Perú. El 8 de maig, Ramírez Orozco va sortir de Tupiza al comandament d'un exèrcit de 5.000 homes i va avançar sobre Jujuy, ocupant la ciutat el 28 de maig i la ciutat de Salta el 31 de maig, arribant fins al riu Pasaje. El 2 de juny, les forces reialistes van aconseguir el triomf al Combat de Chamical (al sud-oest de la ciutat de Salta). Al Combat de les Canyes va ser ferit de mort el tinent coronel Rojas, però 400 reialistes van ser derrotats. El 8 de juny hi va haver una nova victòria independentista al Combat de Costa de la Pedrera (al sud-est de Salta), on les forces al comandament de Alejandro Burela van dispersar a 2.000 reialistes que es van retirar a Jujuy. Al Combat de Yala va ser derrotada una altra força reialista i va ser capturat el coronel Vigil. El 5 de juliol els reialistes es van retirarn a Tupiza. 
Estant a Salta, els caps reialistes van prendre coneixement que l'1 de gener del 1820, Rafael del Reg s'havia revoltat a Cabezas de San Juan (Espanya), proclamant la restauració de la Constitució liberal de 1812. També van saber que, a l'agost, partiria des de Xile l'expedició alliberadora al Perú. En espera dels esdeveniments del Perú, Ramírez Orozco va ordenar la retirada cap a Tupiza, arribant-hi a mitjans de juny.
El 12 de setembre del 1820 van ser rebudes a Tupiza dues reials ordres, despatxades el 7 de març: Per una banda, ordenava el rei Ferran VII la jura de la Constitució del 1812; Per l'altra, ordenava una àmplia amnistia i devolució de béns a tots els detinguts per raons polítiques. Durant aquell mes la Expedició Libertadora del Perú de San Martín va desembarcar a la costa peruana. Sentint-se prou fort Güemes va començar a dur a terme operacions ofensives amb la intenció de donar suport a San Martín en la invasió de l'Alt Perú.  En aquells moments les forces reialistes es trobaven dividides però seguien sent molt poderoses, doncs 10.000 homes estaven apostats a Lima i els seus voltants i 8.000 més defensaven les fronteres de Salta i l'Alt Perú.
A l'octubre, mentre es realitzava la jura de la Constitució liberal a l'Alt Perú, es va conèixer a Tupiza la notícia del desembarcament de l'exèrcit al comandament de San Martín a Pisco -ocorreguda el 8 de setembre- i que el coronel Juan Antonio Álvarez d'Arenales s'internava amb una divisió a la serra. Immediatament, Ramírez Orozco i Canterac van iniciar la marxa cap al Perú amb els batallons següents:
- Chilotes (o Castro)
- Extremadura (o Imperial Alejandro)
- Del Centre
- Els esquadrons de la Guàrdia
- Hússars de Ferran VII
- Dracs de la Unió
- Partidaris i el de San Carlos.

Mentrestant a Tupiza van romandre Olañeta, al comandament dels batallons de la Unió, Partidaris i Caçadors i 80 homes a cavall al comandament de Juan Matorras.

## Mort de Güemes
Güemes havia conversat amb San Martín sobre les seves idees d'atacar Perú des de Xile. Però San Martín necessitava tenir les esquenes cobertes, amb forces actives a la frontera nord de Salta, per mantenir ocupats els exèrcits reialistes molt lluny de Lima. La persona més indicada per dirigir aquestes operacions era Güemes, i San Martín el va anomenar General en Cap de l'Exèrcit d'Observació. Aquest estava contínuament informant sobre els moviments de San Martín a la campanya del Pacífic, i quan va desembarcar a la costa peruana, Güemes va decidir avançar cap a l'Alt Perú. El seu pla era com el de Belgrano i San Martín abans, arribaria a Lima per terra alhora que aquest últim atacaria des del mar. 
Però ja no podia comptar amb l'Exèrcit del Nord, del qual només quedava una petita divisió al comandament del coronel Alejandro Heredia (que estava a les ordres de Güemes), i algunes armes a Tucumán. Però aquestes estaven en poder del governador Bernabé Aráoz, que les estava fent servir per intentar tornar a la Província de Santiago del Estero seguint ordres del seu govern.
A principis del 1821, el governador de Santiago de l'Estero, Juan Felipe Ibarra, va demanar auxili a Güemes, i aquest va envair Tucumán amb dos mil gautxos, més per apoderar-se de les armes que necessitava que per solidaritat.  Però l'exèrcit salteny-santiagueny, al costat de 500 regulars tornats al nord després del Motí d'Arequito i 2.500 milicians al comandament d'Heredia, va ser derrotat pel tucumà al comandament d'Arias a la batalla del Racó de Marlopa.
Les classes altes de la societat saltenya, cansades de pagar les contribucions forçoses que exigia Güemes, i de les pèrdues econòmiques per a la protecció de Güemes a les seves milícies gautxes, van decidir lliurar-se del cabdill. Ja al 1819, van donar suport a una revolta d'oficials descontents de l'exèrcit de Güemes, liderats per un dels seus oficials més destacats, Manuel Arias. El pla va fracassar en fallar l'intent d'assassinat del general, i Arias es va refugiar a Tucumán.
El Cabildo de Salta, format per les classes altes de la ciutat, i aprofitant l'absència del cabdill, el va acusar de "tirà" i el va deposar. Molts dels seus membres s'havien posat d'acord amb el general Olañeta per lliurar-li la ciutat. Güemes va tornar sense pressa, va ocupar pacíficament la ciutat, i va perdonar a tothom.
El 15 d'abril del 1821 coronel Guillermo Marquiegui va entrar a la ciutat de Jujuy, abandonant-la poc després. El 27 d'abril (anomenat el Dia Gran de Jujuy) va tenir lloc el Combat de León (12 km al nord de Yala), a on el general José Ignacio Gorriti va aconseguir derrotar a 400 reialistes, per la qual cosa Olañeta es va haver de replegar a Tilcara.
El general Olañeta va enviar des Yavi a 600 infants a les ordres del coronel José María Valdés (àlies el Barbarucho), qui va marxar a Purmamarca. Des d'allà, per senders deserts va envoltar la muntanya de les Tres Creus i del Nevado de Chañi, guiat per membres de la família reialista Archondo. El 6 de juny va atacar i prendre per sorpresa Salta, on una de les seves partides va aconseguir ferir a Güemes. Aquest va morir el 17 de juny del 1821 a la Canyada de la Horqueta.
El 22 de juny, Olañeta va ocupar Jujuy amb 2.000 homes, des d'on es va traslladar a Salta, a on va nomenar un governador per a seguir la seva causa.  Però es va trobar envoltat per les tropes de Güemes, sota el comandament del coronel Jorge Enrique Vidt, anomenat comandant de les mateixes pel mateix governador, hores abans de la seva mort. D'altra banda, el partit dels enemics de Güemes no era enterament addicte als reialistes. Per això, Olañeta va permetre al cabildo triar governador a l'ancià coronel José Antonio Fernández Cornejo, i el 14 de juliol va signar amb ell un armistici, retirant-se a continuació a l'Alt Perú.

## Últimes invasions reialistes i fi de la guerra
Olañeta va realitzar l'última incursió en territori argentí al juny del 1822, arribant fins a Volcán (40 quilòmetres al nord de Jujuy). El 6 de desembre del 1822 es va retirar de territori argentí finalitzant l'última invasió reialista.  La seva forces van romandre, però, ocupant alguns pobles fronterers, com ara Santa Victoria Oeste.
Fins al 1822 es van registrar en territori argentí dos-cents trenta-sis combats, havent-hi un terç de la població d'homes de Jujuy morts per acció de la guerra .
El 4 d'agost del 1824, el governador de Salta, el general Juan Antonio Álvarez d'Arenales (en el càrrec des de l'1 de gener), va nomenar «comandant general d'avantguarda» al general José María Pérez de Urdininea -a demanda del mariscal Antonio José de Sucre - perquè es dirigís a l'Alt Perú a atacar Olañeta pel sud. Aquest es va posar en marxa el 3 de gener del 1825, tot i que no va arribar a entrar en contacte amb forces reialistes.
Al març del 1825, el governador Álvarez d'Arenales va sortir en campanya, però quan es trobava a la seva caserna de Tilcara va rebre la notícia que el tinent coronel Carlos Medinaceli s'havia passat al bàndol independentista, per la qual cosa va enviar a Pérez d'Urdininea des Humahuaca en suport de Medinaceli. L'1 d'abril de 1825 es va produir la batalla del Tumusla, en la qual Medinaceli va vèncer a Olañeta, qui va morir durant la batalla.
Pérez de Urdininea es va autonombrar «comandant en cap de l'Exèrcit Libertador de Chichas», desobeint les ordres d'aturar la marxa que li havia enviat Álvarez d'Arenales. El 7 d'abril, el general José María Valdés es va rendir a Chequelte davant Urdininea, demanant ser comprès en la Capitulació d'Ayacucho. Això va donar fi a la guerra d'independència a l'Alt Perú.

## Unitatsgautxes
Entre 1812 i 1821:
- Regiment de Patriotes Decidits de Jujuy
- Regiment de Gautxos de Salta (5 esquadrons).
- Regiment de Gautxos de Jujuy (més noi que el de Salta).
- Regiment Infernals de Cavalleria de Línia de Salta (un esquadró de carrabiners), amb tres divisions: Bermejo, Sant Llorenç i Salines, desplegats a la frontera nord.
- Regiment de Partidaris Veterans de Salta
- Regiment de Gautxos de Orán
- Regiment Santa Victòria
- Regiment Sant Andreu i la Puna
- Regiment Gautxos de la Quebrada d'Humahuaca
- Regiment Gautxos de la Frontera del Rosario
- Regiment de Granaders de Cavalleria de Salta (amb soldats de línia).
- Batalló Peruà (1000 homes de línia).
- Unitat Coronela (de guarnició a la ciutat de Salta).

Unitats corsàries: La Coronela, La corsària, Valor, Pirata, Natzarè, Güemes, Carme i Governador.
Els tres esquadrons de la Guàrdia de Güemes eren: Gautxos de Salta, Gautxos d'Orà i Gautxos de la Frontera.
Altres regiments: Esquadró de Saltenys, Coracers de Salta, Dracs d'Avantguarda i Artilleria de Salta.
Aquest exèrcit comptava entre 7.000 i 8.000 homes amb 334 oficials.  Combatia en un front de 800 km entre Tarija i Tucumán, recolzats per 2.000 veterans i reclutes a les ordres de Manuel Belgrano i 5.000 milicians de Tucumán a càrrec de Gregorio Aráoz de Lamadrid. Aquestes últimes provenien principalment de Tucumán, Santiago de l'Estero i Catamarca, servint de suport a l'Exèrcit del Nord, especialment a les campanyes de Charcas.  Les milícies d'aquestes tres províncies van ser posades a les ordres de Güemes a través de Belgrano, encara que mai va assegurar el seu comandament sobre elles. La majoria dels irregulars usaven llances, sabres, llaços i llaços amb boles, alguns pocs fusells, tots a cavall.
Unitats de Cavalleria organitzades al voltant de la ciutat de Jujuy entre el 1817 i el 1822:
- Esquadró Número 1 de Gautxos (tinent coronel de la Cort), amb 10 companyies
- Esquadró Número 2 de Gautxos (tinent coronel de la Quintana), amb 4 companyies
- Esquadró Número 3 de Gautxos (capità Carrillo), amb 2 companyies
- Esquadró Número 4 de Gautxos (capità Iramain), amb 1 companyia

Gautxos de la Trencada, a Humahuaca:
- Esquadró Número 1 de Gautxos (tinent coronel Prat), amb 2 companyies
- Esquadró Número 2 de Gautxos (tinent coronel Pastor), amb 2 companyies
- Esquadró Número 3 de Gautxos (tinent coronel Belmonte), amb 2 companyies

Gautxos de Orán, Santa Victòria i la Puna:
- Esquadró N.º 1 de Gautxos (tinent coronel Árias), amb 2 companyies
- Esquadró N.º 1 de Gautxos de Santa Victòria (tinent coronel Ruiz), amb 2 companyies. [46]